# Corythophora amapaensis
Corythophora amapaensis là một loài thực vật có hoa trong họ Lecythidaceae. Loài này được Pires ex S.A.Mori & Prance mô tả khoa học đầu tiên năm 1981.